# Estación de Cidad-Dosante
Cidad-Dosante, también denominada Dosante-Cidad, fue una estación de ferrocarril situada en el municipio español de Merindad de Valdeporres, en la provincia de Burgos. Formaba parte del histórico ferrocarril Santander-Mediterráneo y constituyó la estación terminal de la línea, que buscaba llegar a Santander pero nunca llegó a concluirse. En la actualidad las instalaciones se encuentran abandonadas y semi-desmanteladas.

## Situación ferroviaria
Las instalaciones se encontraban situadas en el punto kilométrico 365,760 de la línea férrea de ancho ibérico Santander-Mediterráneo, a 696 metros de altitud sobre el nivel del mar.

## Historia
Construida por la Compañía del Ferrocarril Santander-Mediterráneo, entraría en servicio en noviembre de 1930 con la inauguración del tramo Trespaderne-Cidad. En el momento de su inauguración buena parte del trazado se encontraba operativo, con servicios de pasajeros y mercancías. Sin embargo, la prevista prolongación hasta Santander nunca se completó, porque Cidad-Dosante se acabaría convirtiendo en la estación terminal de toda la línea. En 1938 se construyó una vía de empalme para permitir los transbordos con el ferrocarril de La Robla, que contaba con una estación en las cercanías.
En 1941, con la nacionalización de los ferrocarriles de ancho ibérico, las instalaciones pasaron a manos de RENFE. A partir de 1966 los servicios de viajeros del tramo Trespaderne-Cidad pasaron a tener en la estación de Villarcayo su última parada, lo que marcó el inicio de la decadencia de la estación de Cidad-Dosante. En ese contexto, el tramo Santelices-Cidad acabaría quedando inactivo. La línea Santander-Mediterráneo fue clasurada el 1 de enero de 1985.